# Нойнкірхен-ам-Бранд
Нойнкірхен-ам-Бранд (нім. Neunkirchen am Brand) — громада в Німеччині, розташована в землі Баварія. Підпорядковується адміністративному округу Верхня Франконія. Входить до складу району Форхгайм.
Площа — 26,37 км2. Населення становить 8181 ос. (станом на 31 грудня 2020).

## Географія

### Адміністративний поділ
Громада  складається з 8 районів:
- Нойнкірхен
- Баад
- Еберсбах
- Ермройт
- Гросенбух
- Редлас
- Розенбах
- Гляйзенгоф